# Jon Aramburu
Jon Mikel Aramburu Mejías (Caracas, 23 de julho de 2002) é um jogador de futebol venezuelano de ascendência espanhola que atua como lateral-direito na Real Sociedad.

## Carreira
Aramburu fez parte da academia de juniores da Real Sociedad na Espanha de 2016 a 2017, mas devido aos regulamentos da FIFA, teve que retornar à Venezuela. Ele se juntou à academia de juniores do Deportivo La Guaira e começou sua carreira profissional por lá em 2020, onde venceram o campeonato venezuelano de 2020.
Em 3 de agosto de 2022, ele se transferiu para o clube espanhol Real Unión, da terceira divisão, por três temporadas.
Em 1 de agosto de 2023, Aramburu assinou com o time B da Real Sociedad em um contrato de 3 anos. Em 1 de novembro, ele fez sua estreia no time principal na Copa do Rei contra o Buñol em uma vitória fora de casa por 1–0.

### Carreira internacional
Nascido na Venezuela, Aramburu é descendente de bascos por meio de seus avós e possui dupla cidadania com a Espanha. Ele jogou pela Venezuela Sub-17 no Campeonato Sul-Americano Sub-17 de 2019. Aramburu também jogou pelos Torneios Maurice Revello de 2022 e 2023. Ele fez sua estreia com a seleção principal da Venezuela em um empate amistoso de 0–0 sobre a Guatemala em 18 de junho de 2023.

## Vida pessoal
Aramburu é descendente de bascos através de seu pai, nascido em San Sebastián. Além de deter a nacionalidade venezuelana, também possui nacionalidade espanhola através de seus avós paternos.

## Títulos
Deportivo La Guaira
- Campeonato Venezuelano: 2020[3]